# Spinachtigen
De spinachtigen (Arachnida) vormen een klasse van de geleedpotigen met als de bekendste groep de echte spinnen.

## Kenmerken
Ze hebben 8 poten en meestal een in tweeën gedeeld lichaam; kop en borststuk zijn gefuseerd tot een cephalothorax, oftewel kopborststuk en het opisthosoma, het achterlijf. De lichaamslengte van spinachtigen varieert van kleiner dan 1 millimeter (mijten en teken) tot 23 centimeter (schorpioen). De mannetjes zijn meestal kleiner dan de vrouwtjes. Zweepstaartschorpioenen, bastaardschorpioenen en schorpioenen hebben ook krachtige vangwerktuigen ontwikkeld. De laatste twee groepen zijn tevens giftig, de minuscule bastaardschorpioenen hebben gifklieren in de scharen, schorpioenen de bekende gifstekel.

## Taxonomie
De klasse bestaat uit de volgende ordes:
- Amblypygi (Zweepspinnen)
- Araneae (Echte spinnen)
- Holothyrida
- Ixodida (Teken)
- Mesostigmata (Roofmijten)
- Opilioacarida
- Opiliones (Hooiwagens)
- Palpigradi
- Pseudoscorpiones (Bastaardschorpioenen)
- Ricinulei (Capucijnspinnen)
- Sarcoptiformes
- Schizomida
- Scorpiones (Schorpioenen)
- Solifugae (Rolspinnen)
- Thelyphonida (Zweepstaartschorpioenen)
- Trombidiformes

## Uitgestorven
- Haptopoda  †
- Phalangiotarbida  †
- Trigonotarbida  †
- Uraraneida  †

### Opmerkingen
- De ordes (Holothyrida - Ixodida - Mesostigmata - Opilioacarida - Sarcoptiformes - Trombidiformes) worden soms als één groep opgenomen als Acari, maar daarover bestaat geen consensus met betrekking tot de indeling boven het niveau van orde wat de indeling lastig maakt. Een mogelijk indeling hiervoor is:
- Onderklasse Acarina (Mijten)
  - Superorde Acariformes (mijten)
    - Orde Sarcoptiformes
    - Orde Trombidiformes

  - Superorde Parasitiformes
    - Orde Holothyrida
    - Orde Ixodida (Teken) met in Nederland 15 soorten, waarvan 14 inheems
    - Orde Mesostigmata (Roofmijten) met in Nederland 55 inheemse soorten
    - Orde Opilioacarida
- De tak van de zoölogie die zich bezighoudt met de studie van de spinachtigen is de arachnologie. De spinachtigen danken hun benaming arachnida aan de Griekse mythologische figuur Arachne.

## Galerij

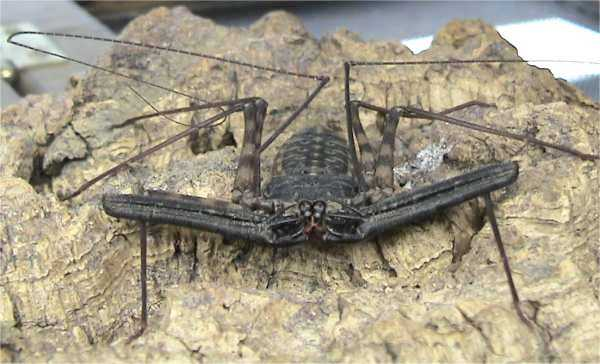
Zweepspin
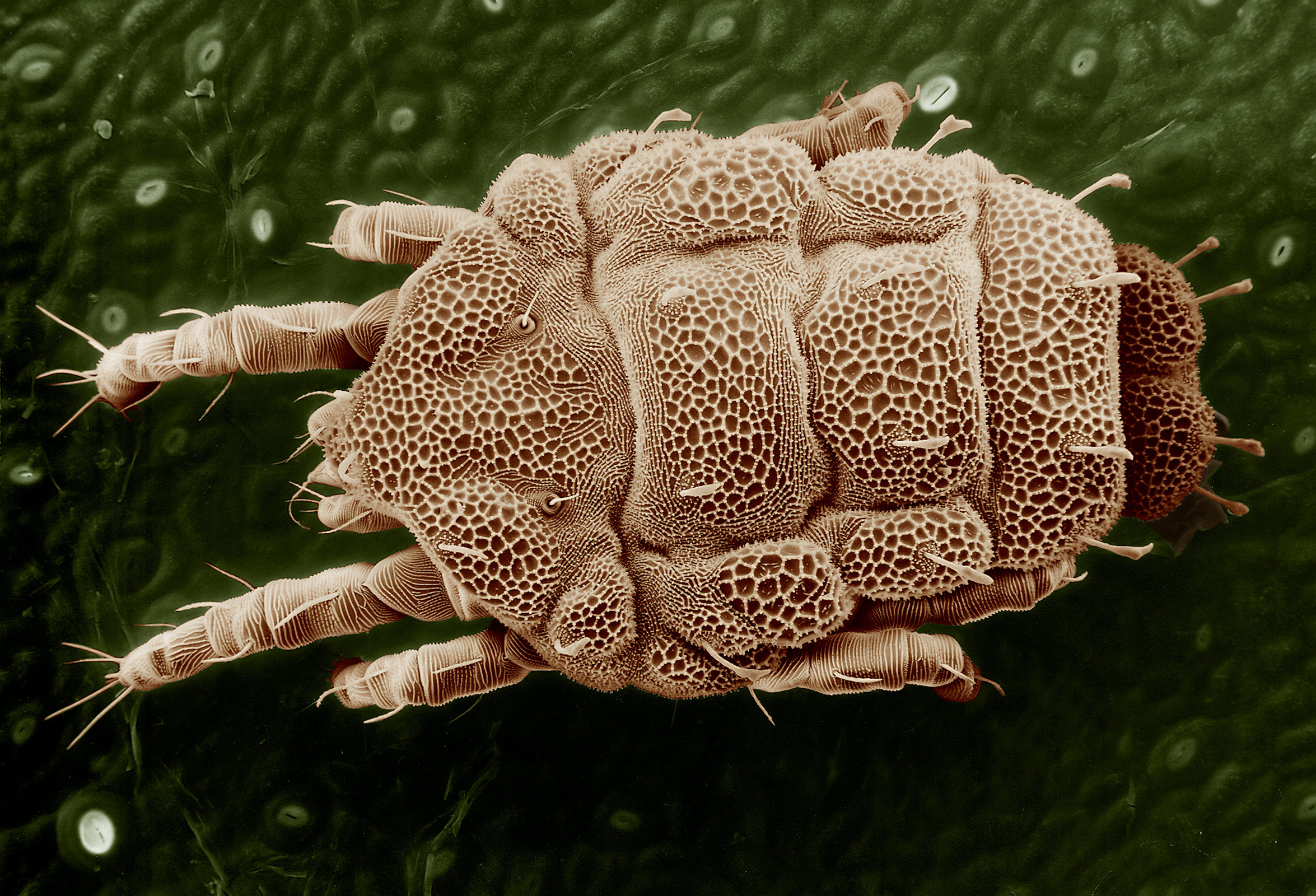
Mijt
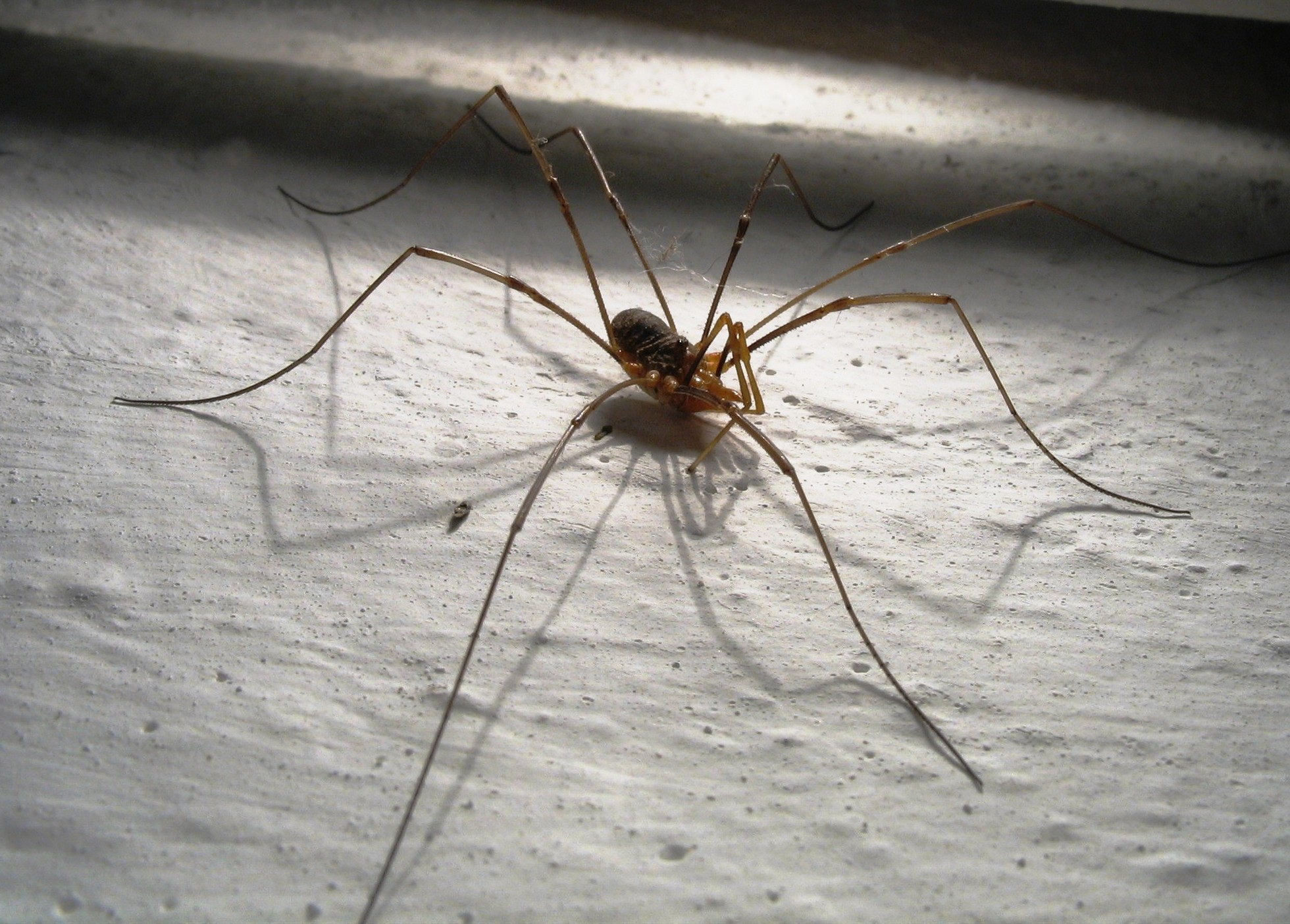
Hooiwagen
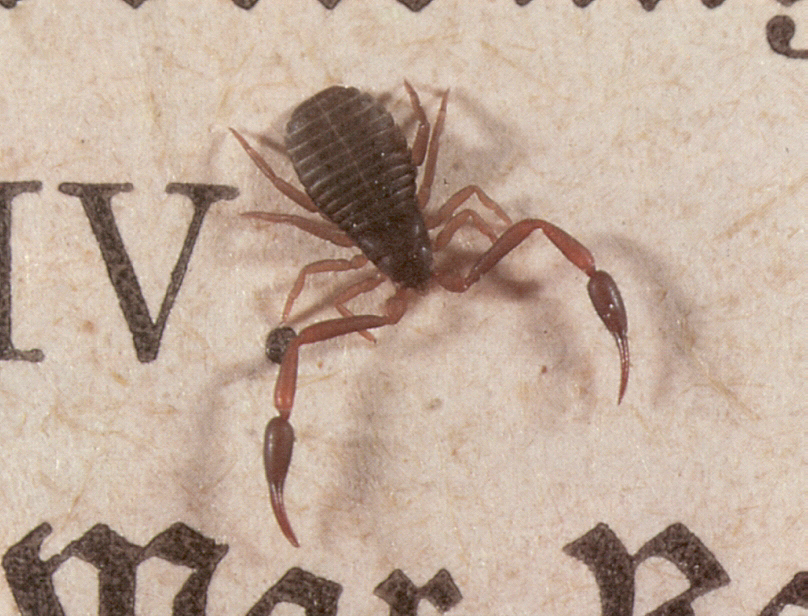
Bastaardschorpioen op een boek
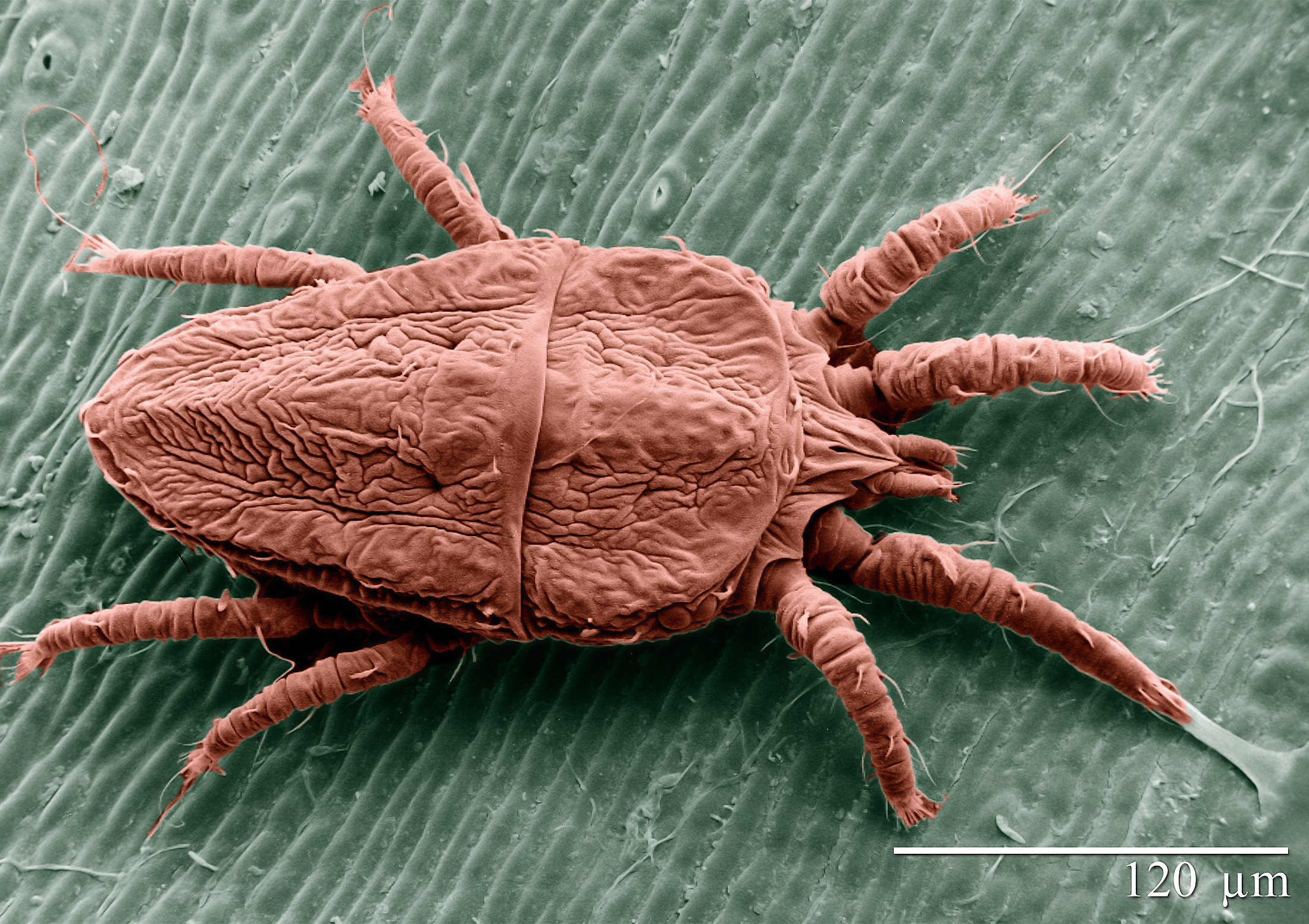
Mijt
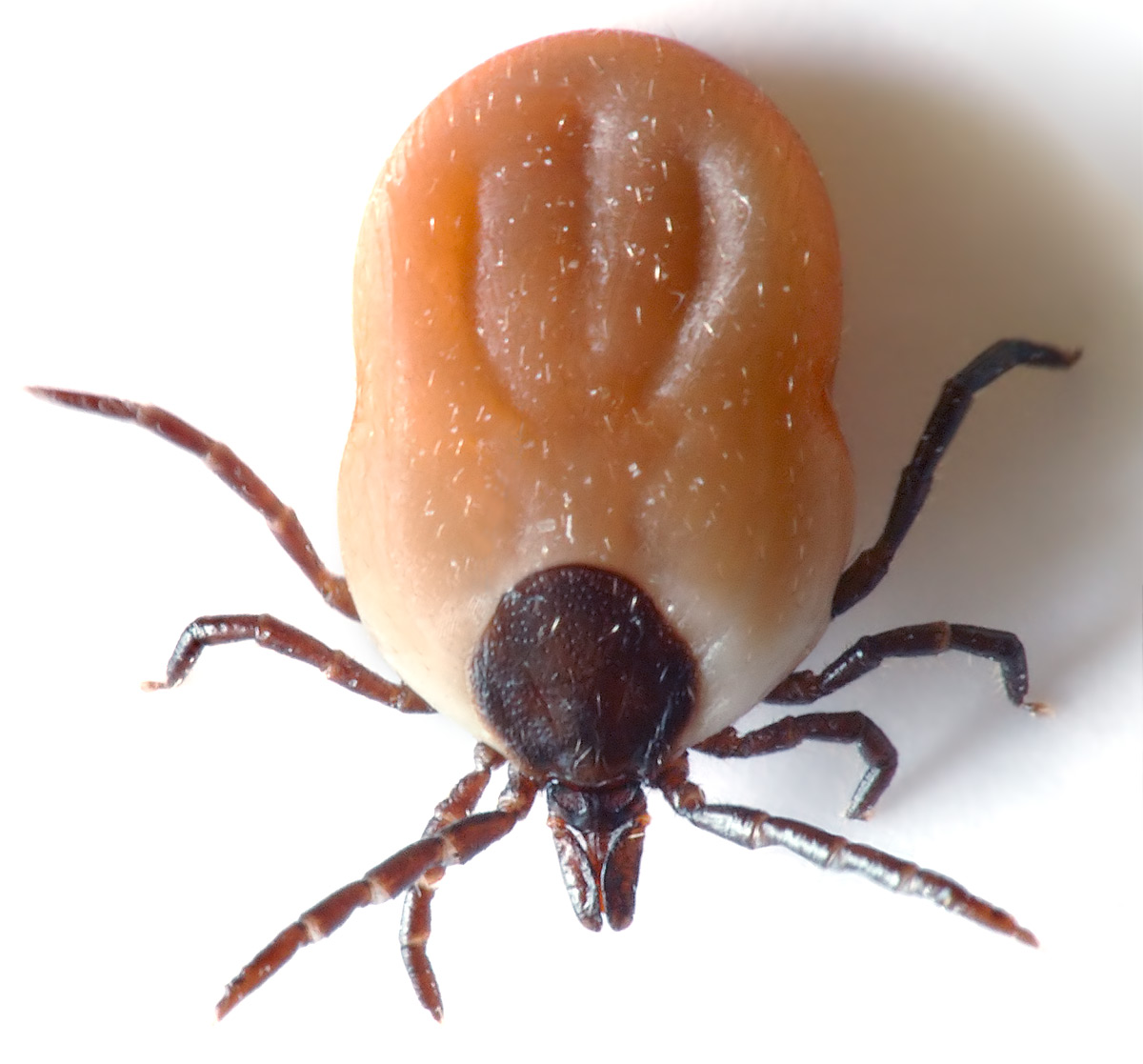
Teek
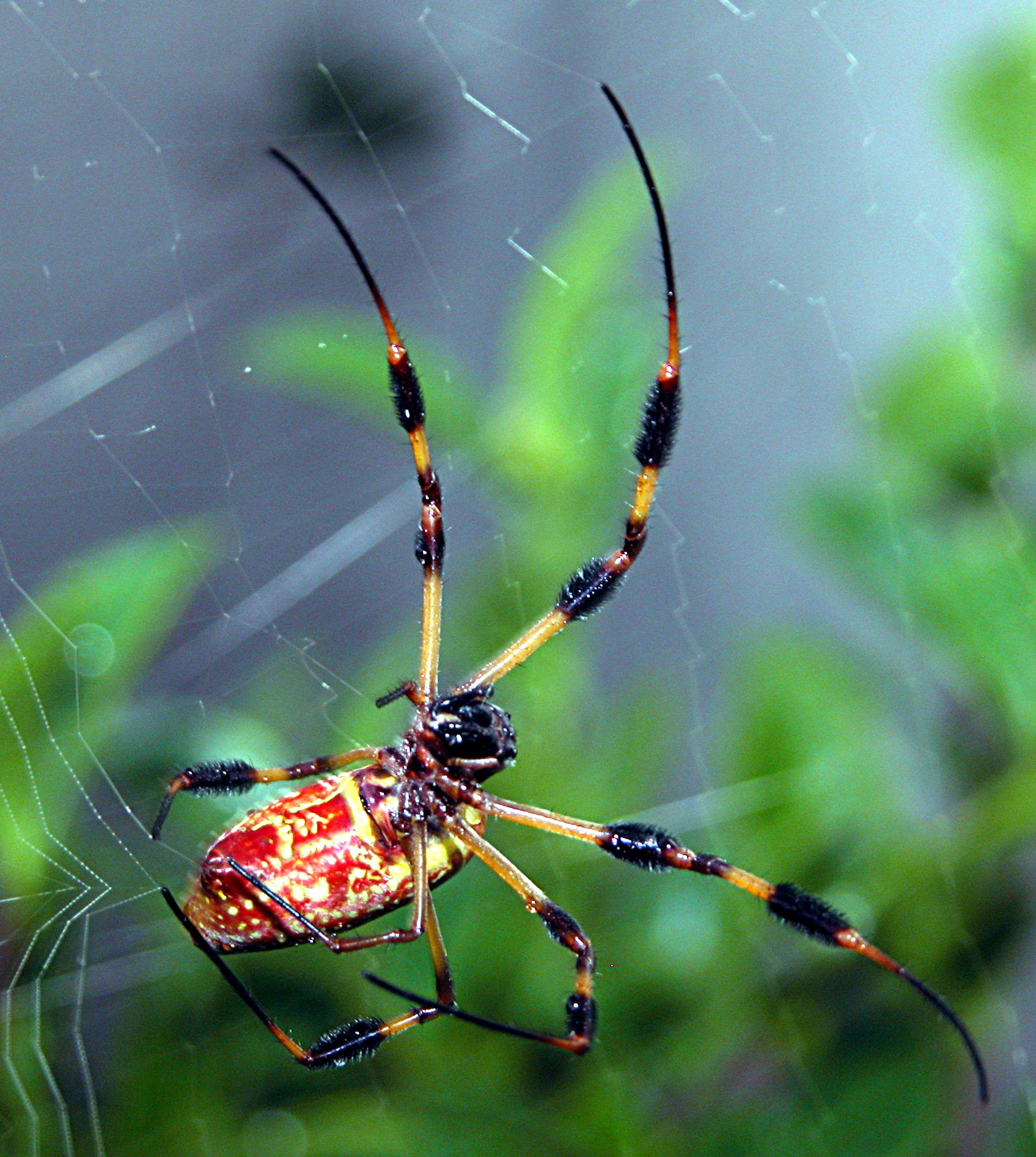
Nephila clavipes
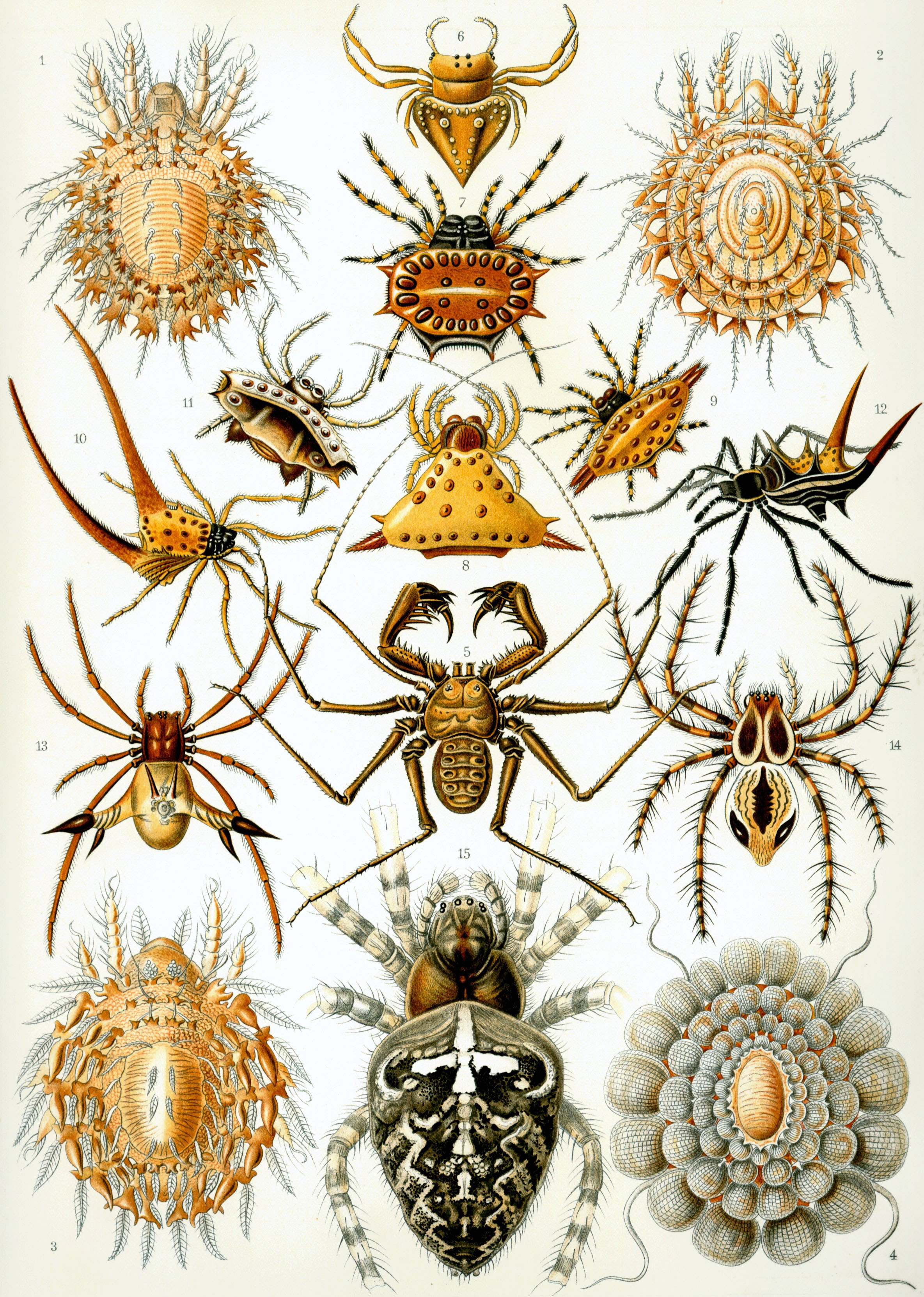
Spinachtigen uit Ernst Haeckels Kunstformen der Natur, 1904